# Chrysopa cephalica
Chrysopa cephalica är en insektsart som beskrevs av Navás 1936. Chrysopa cephalica ingår i släktet Chrysopa och familjen guldögonsländor. Inga underarter finns listade i Catalogue of Life.